# Рейхсмарка
Рейхсмарка (нем. Reichsmark) — денежная единица Веймарской республики, Третьего рейха и послевоенной Германии с 1924 по 1948 год.
Рейхсмарка была введена 30 августа 1924 года. Она заменила бумажную марку (Papiermark), которая во время гиперинфляции 1914—1923 годов была обесценена. Курс обмена составил 1 000 000 000 000 : 1 (один триллион папирмарок к одной рейхсмарке). Рейхсмарка была основана на золотом стандарте с курсом 4,2 рейхсмарки за доллар; а после девальвации доллара в 1934 году — 2,5 рейхсмарки за доллар.
Рейхсмарка, рентная марка и марка Союзного военного командования были изъяты из обращения в Западной Германии и заменены немецкой маркой ФРГ (нем. Deutsche Mark, сокр. DM), выпущенной Банком немецких земель, в период с 21 июня до конца августа 1948 года.
В советской зоне оккупации рейхсмарка, рентная марка и марка Союзного военного командования заменены на восточногерманские марки ГДР (нем. Mark der Deutschen Demokratischen Republik, сокр. Mark der DDR, DDR-Mark), выпущенные Немецким эмиссионным банком, в ходе реформы, начатой 23 июня 1948 года.

## Монеты

### Монеты Веймарской республики
Монеты для пфенниговых номиналов изготавливались в том же дизайне, что и для рентной марки, но с номиналом в рейхспфеннигах. Также короткое время выпускалась монета с особым номиналом в 4 пфеннига.
| Изображение | Номинал (рейхсмарок) | Материал и размеры         | Изображение на аверсе | Изображение на реверсе | Годы выпуска    |
| ----------- | -------------------- | -------------------------- | --------------------- | ---------------------- | --------------- |
|             | 1                    | Серебро 500, диаметр 23 мм | Номинал               | Орёл                   | 1924, 1925      |
|             | 1                    | Серебро 500, диаметр 23 мм |                       |                        | 1925—1927       |
|             | 2                    | Серебро 500, диаметр 26 мм | Номинал               | Орёл                   | 1925—1927, 1931 |
|             | 3                    | Серебро 500, диаметр 30 мм | Номинал               | Орёл                   | 1924, 1925      |
|             | 3                    | Серебро 500, диаметр 30 мм |                       |                        | 1931—1933       |
|             | 5                    | Серебро 500, диаметр 36 мм |                       |                        | 1927—1933       |

### Монеты нацистской Германии
| Изображение | Номинал           | Металл             | Год выхода в оборот | Год окончания эмиссии |
| ----------- | ----------------- | ------------------ | ------------------- | --------------------- |
|             | 1 рейхспфенниг    | Бронза             | 1936                | 1940                  |
|             | 2 рейхспфеннига   | Бронза             | 1936                | 1940                  |
|             | 5 рейхспфеннигов  | Алюминиевая бронза | 1936                | 1939                  |
|             | 10 рейхспфеннигов | Алюминиевая бронза | 1936                | 1939                  |
|             | 50 рейхспфеннигов | Никель             | 1938                | 1939                  |
|             | 1 рейхсмарка      | Никель             | 1933                | 1939                  |
|             | 2 рейхсмарки      | Серебро            | 1936                | 1939                  |
|             | 5 рейхсмарок      | Серебро            | 1936                | 1939                  |

### Монеты периода Второй мировой войны
| Изображение | Номинал           | Металл   | Год выхода в оборот | Год окончания эмиссии |
| ----------- | ----------------- | -------- | ------------------- | --------------------- |
|             | 1 рейхспфенниг    | Цинк     | 1940                | 1945                  |
|             | 5 рейхспфеннигов  | Цинк     | 1940                | 1944                  |
|             | 10 рейхспфеннигов | Цинк     | 1940                | 1945                  |
|             | 50 рейхспфеннигов | Алюминий | 1939                | 1944                  |

## Банкноты
| Банкноты 1924 года | Банкноты 1924 года | Банкноты 1924 года | Банкноты 1924 года | Банкноты 1924 года | Банкноты 1924 года                                                             | Банкноты 1924 года | Банкноты 1924 года | Банкноты 1924 года |
| Изображение        | Изображение        | Номинал (в марках) | Размеры (мм)       | Основной цвет      | Описание                                                                       | Описание           | Описание           | Дата печати        |
| Аверс              | Реверс             | Номинал (в марках) | Размеры (мм)       | Основной цвет      | Аверс                                                                          | Реверс             | Водяной знак       | Дата печати        |
| ------------------ | ------------------ | ------------------ | ------------------ | ------------------ | ------------------------------------------------------------------------------ | ------------------ | ------------------ | ------------------ |
|                    |                    | 10                 | 150 x 75           |                    | Портрет Дериха Борна (по мотивам одноимённой картины Ганса Гольбейна Младшего) | Номинал            |                    | 11 октября 1924    |
|                    |                    | 20                 | 160×80             |                    | Портрет женщины (по мотивам картины Ганса Гольбейна Младшего)                  | Номинал            |                    | 11 октября 1924    |
|                    |                    | 50                 | 170×85             |                    | Портрет молодого человека (по мотивам картины Ганса Гольбейна Младшего)        | Номинал            |                    | 11 октября 1924    |
|                    |                    | 100                | 180×90             |                    | Портрет английской дамы (по мотивам картины Ганса Гольбейна Младшего)          | Номинал            |                    | 11 октября 1924    |
|                    |                    | 1000               | 185×90             |                    | Портрет патриция Wedigh (по мотивам картины Ганса Гольбейна Младшего)          | Номинал            |                    | 11 октября 1924    |

| Банкноты 1929 — 1936 годов | Банкноты 1929 — 1936 годов | Банкноты 1929 — 1936 годов | Банкноты 1929 — 1936 годов | Банкноты 1929 — 1936 годов      | Банкноты 1929 — 1936 годов                      | Банкноты 1929 — 1936 годов | Банкноты 1929 — 1936 годов | Банкноты 1929 — 1936 годов |
| Изображение                | Изображение                | Номинал (в марках)         | Размеры (мм)               | Основной цвет                   | Описание                                        | Описание                   | Описание                   | Дата печати                |
| Аверс                      | Реверс                     | Номинал (в марках)         | Размеры (мм)               | Основной цвет                   | Аверс                                           | Реверс                     | Водяной знак               | Дата печати                |
| -------------------------- | -------------------------- | -------------------------- | -------------------------- | ------------------------------- | ----------------------------------------------- | -------------------------- | -------------------------- | -------------------------- |
|                            |                            | 10                         | 150 x 75                   | Портрет Альбрехта Даниеля Тэера | Аллегорическое изображение сельского хозяйства. |                            |                            | 22 января 1929             |
|                            |                            | 20                         | 160×80                     | Портрет Вернера фон Сименса     | Аллегорическое изображение ремесла.             |                            |                            | 22 января 1929             |
|                            |                            | 50                         | 170×85                     | Портрет Давида Ганземана        | Аллегорическое изображение торговли.            |                            |                            | 30 марта 1933              |
|                            |                            | 100                        | 180×90                     | Портрет Юстуса фон Либиха.      | Аллегорическое изображение науки.               |                            |                            | 24 июня 1935               |
|                            |                            | 1000                       | 190×95                     | Портрет Карла Фридриха Шинкеля. | Аллегорическое изображение архитектуры.         |                            |                            | 22 февраля 1936            |

## Оккупационная рейхсмарка (1940—1945)
3 мая 1940 года был принят закон об учреждении имперских кредитных касс, находившихся в подчинении Рейхсбанка, где для руководства ими было создано Главное управление имперских кредитных касс. 15 мая 1940 года закон был дополнен правительственным распоряжением. Кредитные кассы были открыты в Польше, Бельгии, Нидерландах, Югославии, Люксембурге, Франции и в др. оккупированных странах. В конце 1942 года в странах Европы насчитывалось 52 кассы: 11 — во Франции, 5 — в Бельгии, 1 — в Нидерландах, 1 — в Польше, 2 — в Югославии, 2 — в Греции, 30 — на оккупированной территории СССР.
На Главное управление имперских кредитных касс было возложены выпуск и снабжение билетами в оккупационных рейхсмарках единого образца всех кредитных касс, организованных на территориях оккупированных стран. Выпускались билеты номиналом от 50 рейхспфеннигов до 50 рейхсмарок, а также монеты в 5 и 10 рейхспфеннигов. Было объявлено о гарантированном обеспечении билетов ссудных касс. Таким обеспечением служили находившиеся в портфеле кредитных касс чеки, векселя, валюта рейха, иностранная валюта, казначейские обязательства, а также товарные и ценные бумаги, под которые кассы могли выдавать ссуды. Реально дальше обеспечения военных марок фиктивными обязательствами казначейства дело не дошло. Военные марки кредитных касс являлись законным платёжным средством на территории всех оккупированных стран или обменивались в местных банках и отделениях кредитных касс на внутреннюю валюту по фиксированному курсу.
В большинстве оккупированных стран за национальной валютой была сохранена платёжная сила. Курс военной марки по отношению к местной валюте всегда устанавливался оккупантами на уровне, значительно превышавшем паритет покупательной силы сопоставляемых валют: официальный курс военной марки в декабре 1941 года = 20 французских франков = 2,50 бельгийского франка = 1,67 норвежской кроны = 0,75 нидерландского гульдена = 2 датских кроны = 20 сербских динаров = 60 греческих драхм. Фактически билеты имперских кредитных касс в известном смысле стали международной валютой.
Резкое различие покупательной силы военной марки в отдельных оккупированных странах вызвало оживлённую спекуляцию. Операциями с оккупационными марками занимались военнослужащие германской армии, чиновники оккупационных властей, торговцы, французские партизаны, британская разведка и др. Поскольку спекуляция военными марками подрывала моральное состояние армии и усиливала коррупцию среди административных властей, германское правительство 9 ноября 1942 издало распоряжение о наказании за присвоение, передачу за вознаграждение и незаконный вывоз военных денег из одной страны в другую. Постепенно по мере создания местных эмиссионных систем выпуск военных марок прекращался, немецкие военные власти переходили к финансированию своих расходов за счёт местной валюты, получаемой ими в основном под видом возмещения оккупационных расходов. Изъятие оккупационных марок не оформлялось законодательными актами и происходило без широкой огласки.
Точных данных об эмиссии военных марок нет. По данным сводного баланса имперских кредитных касс к концу 1943 года эмиссия составила 7122 млн оккупационных марок. Сведений о сумме эмиссии после 1 января 1944 года нет.

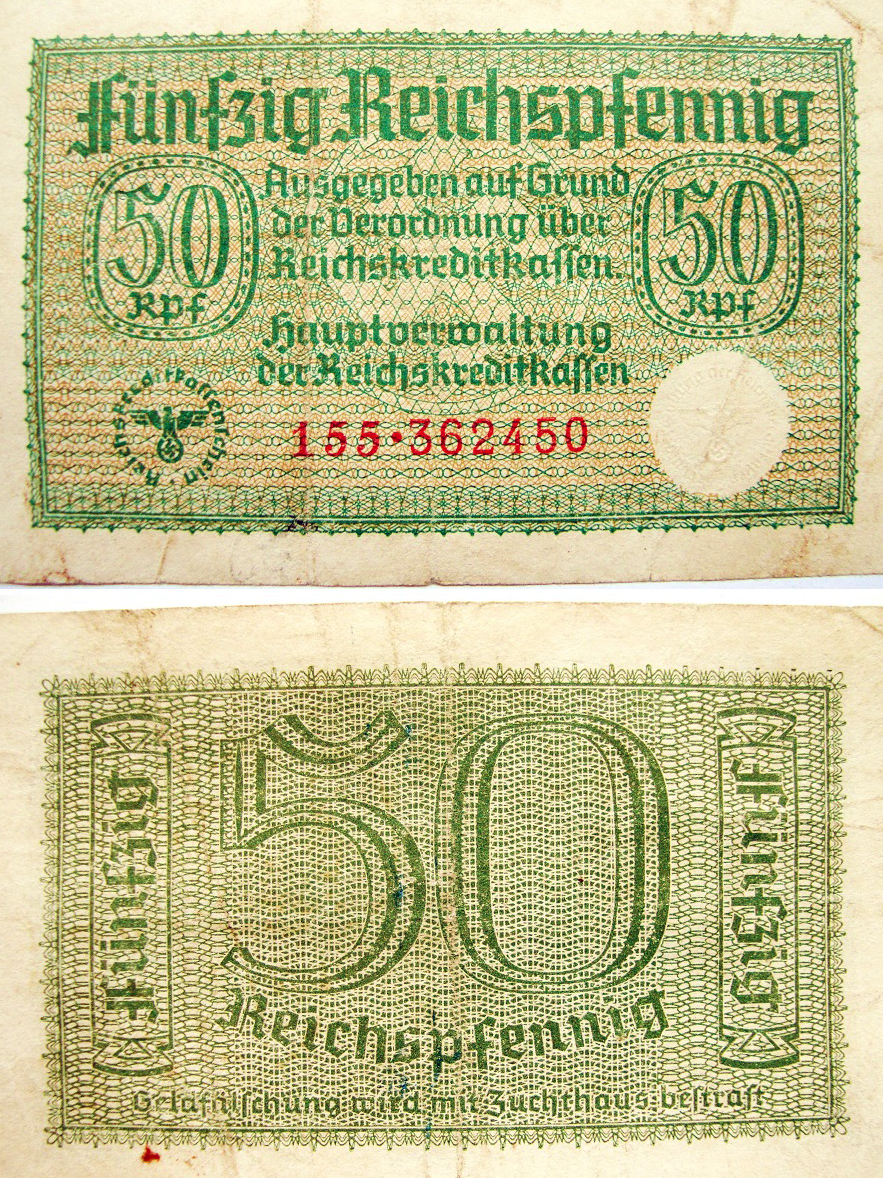
1/2 рейхсмарки, 1938–1945
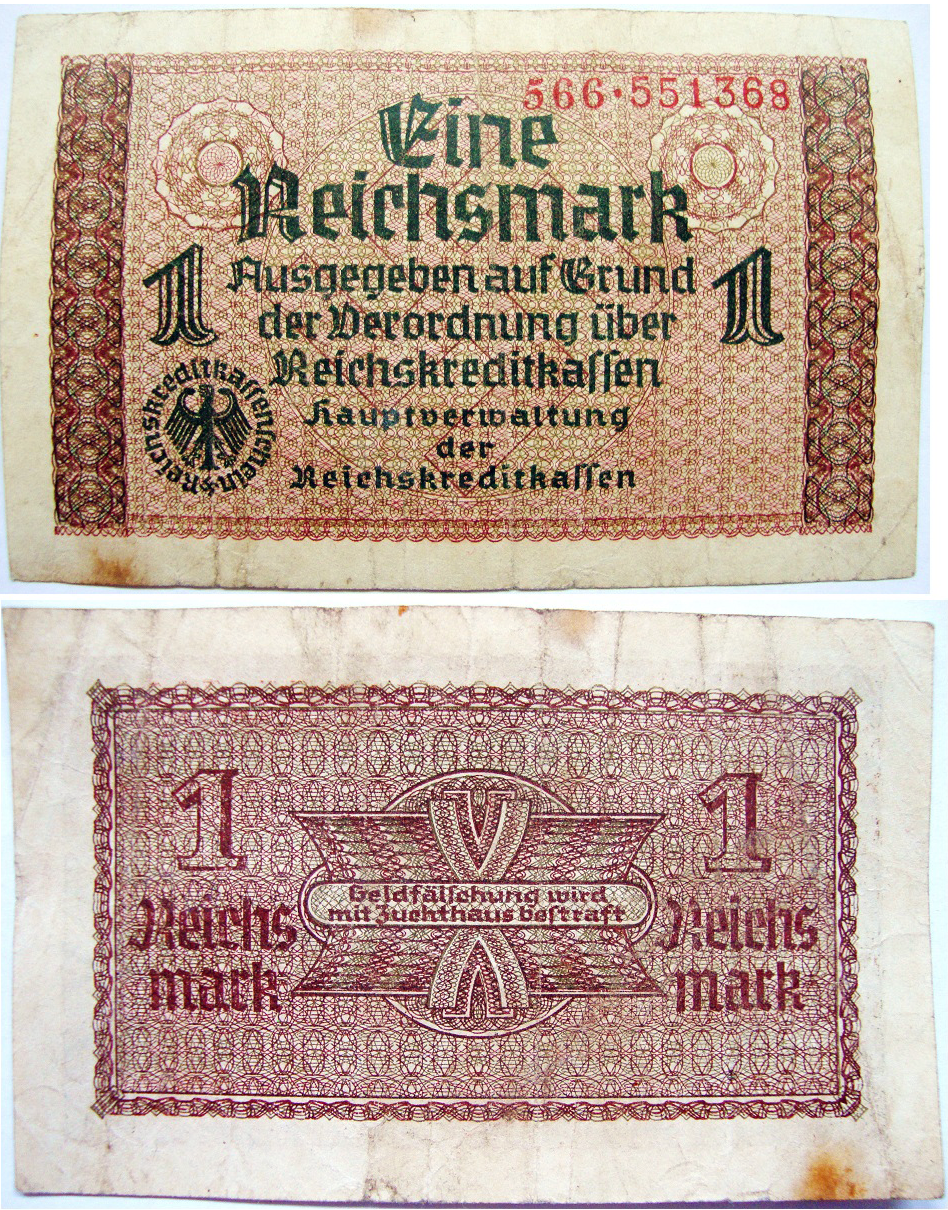
1 рейхсмарка, 1938–1945
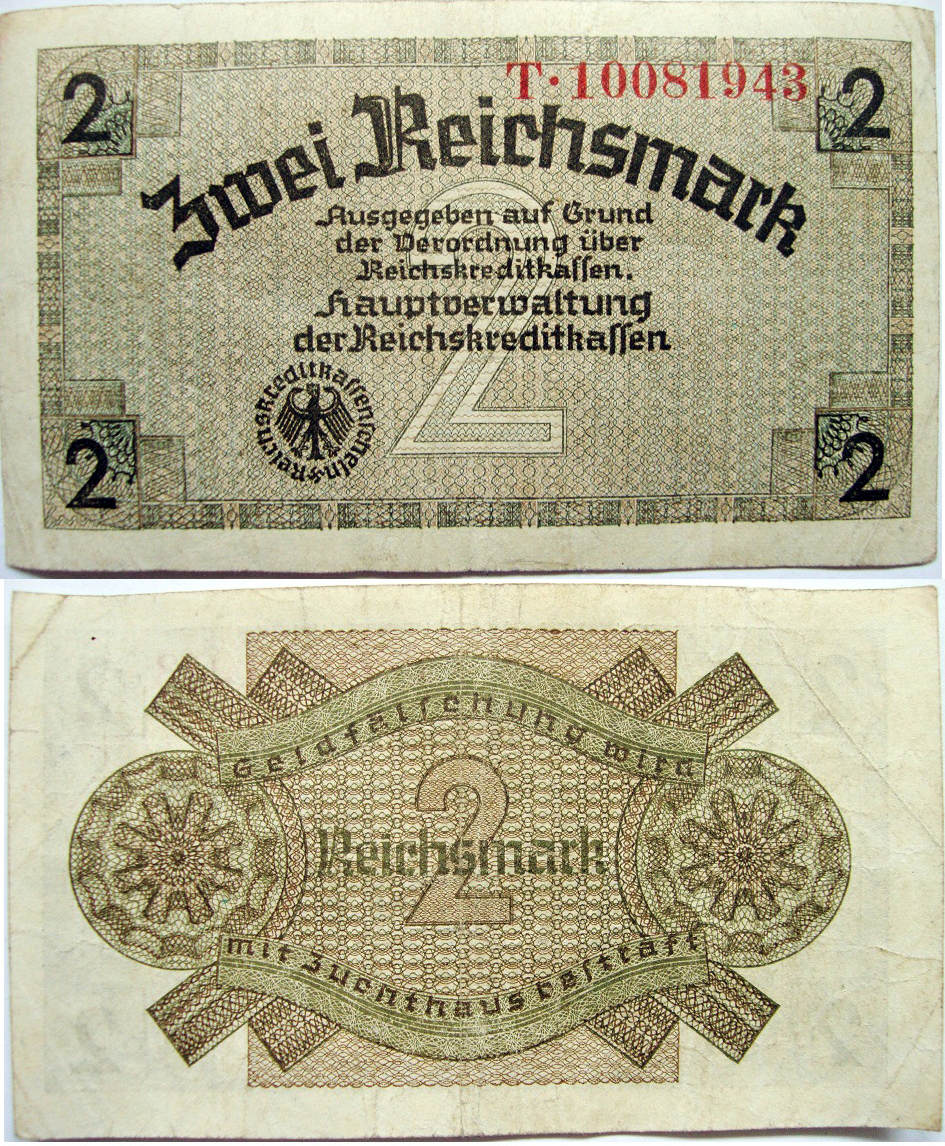
2 рейхсмарки, 1938–1945
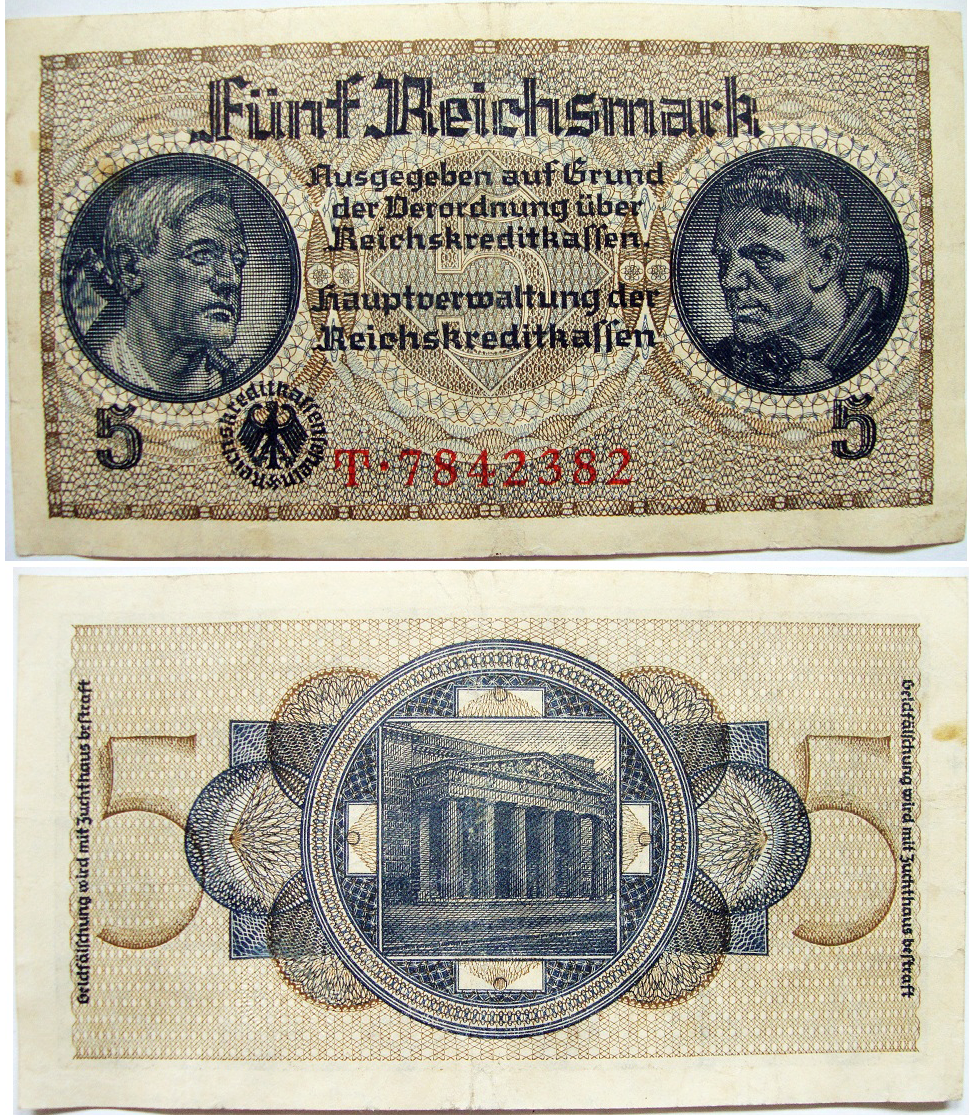
5 рейхсмарок, 1938–1945
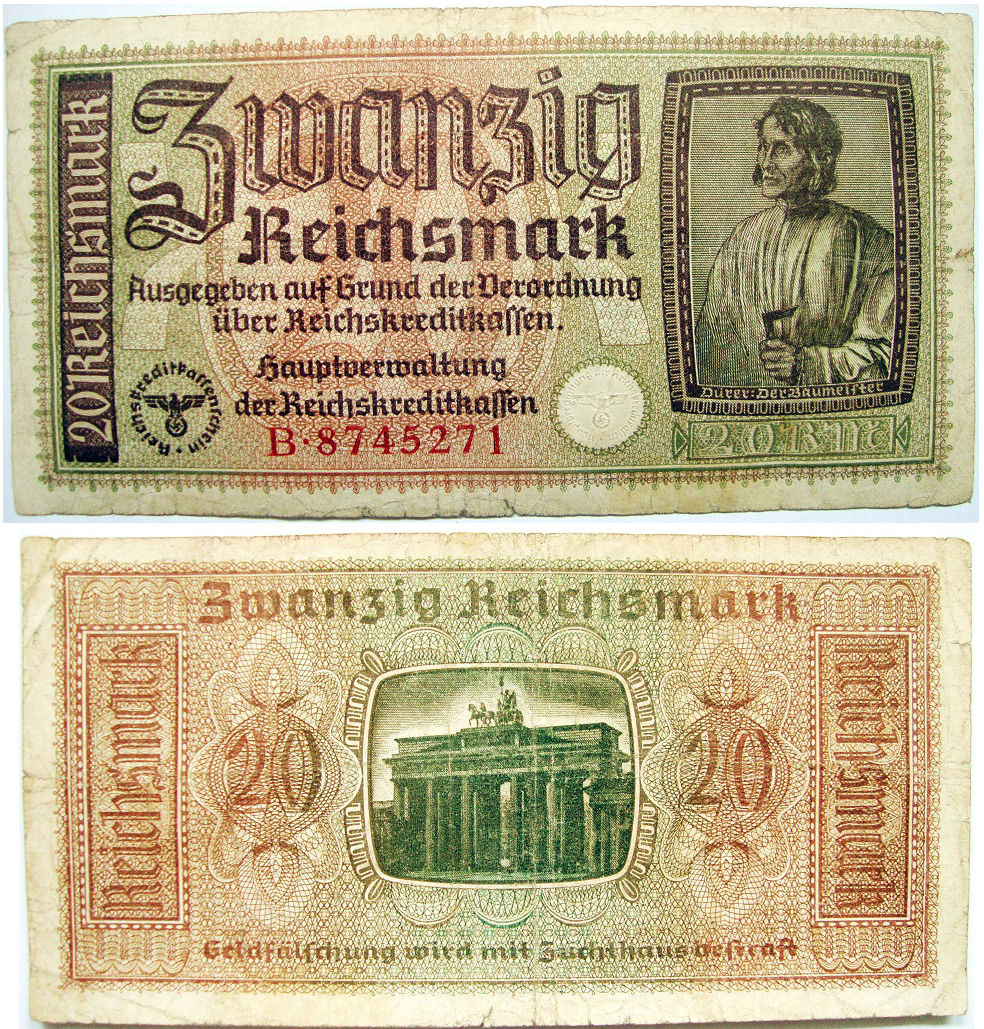
20 рейхсмарок, 1938–1945
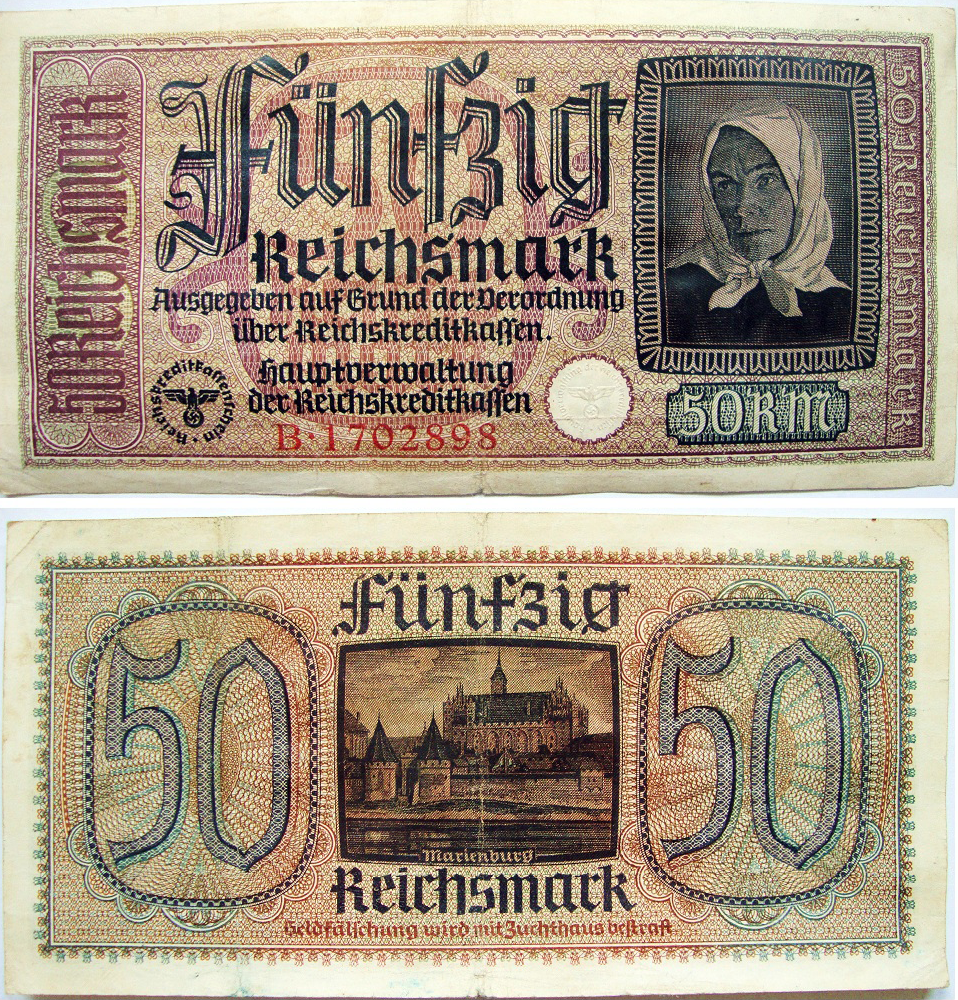
50 рейхсмарок, 1938–1945

## Специальные выпуски для вооружённых сил и лагерей военнопленных

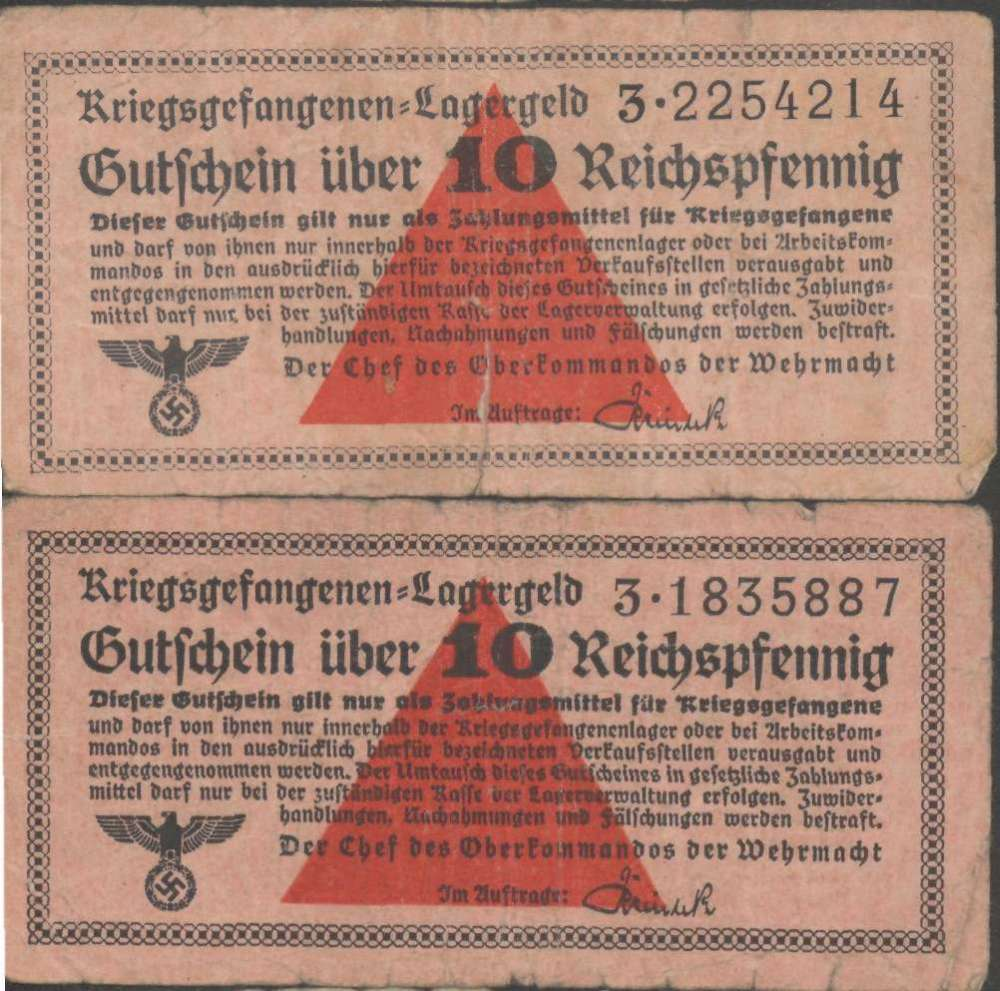
10 рейхспфеннигов для лагерей военнопленных

В 1940—1945 годах выпускались «платёжные средства довольствия германских вооружённых сил» (Behelfszahlungsmittel für die Deutsche Wehrmacht), предназначавшиеся для военнослужащих воинских частей, снабжавшихся товарами по линии интендантских и иных тыловых служб. Выпускались купюрами в 1, 5, 10, 50 рейхспфеннигов, 1 и 2 рейхсмарки.
В начале 1945 года Главным управлением государственных кредитных касс начат выпуск «расчётных знаков германских вооружённых сил» (Verrechnungsschein für die Deutsche Wehrmacht) для военнослужащих при выезде (транзите) за границу. На них должны были обмениваться германские и оккупационные рейхсмарки. Прибывая к месту службы за границей Германии, военнослужащие обменивали эти расчётные знаки на обращавшиеся на данной территории оккупационные или местные знаки. Иное обращение этих знаков было запрещено. Выпускались купюрами в 1, 5, 10 и 50 рейхсмарок.
В 1940—1945 годах выпускались специальные денежные знаки для использования в лагерях военнопленных (Kriegsgefangenen — Lagergeld) купюрами в 1, 10, 50 рейхспфеннигов, 1, 2, 5, 10 рейхсмарок.